# Can Sala (Sant Martí de la Morana)
Can Sala és una casa de Sant Martí de la Morana, al municipi de Torrefeta i Florejacs (Segarra), inclosa a l'Inventari del Patrimoni Arquitectònic de Catalunya.

## Descripció
Edifici de tres plantes amb golfes construït amb pedra. Accedim a aquest immoble a través del carrer del Portal, on trobem una portada d'arc escarser amb una motllura de pedra. Aquesta motllura presenta una mènsula on es llegeix la data 1749 i el nom "Gaspar Sala", antic propietari de l'edifici.

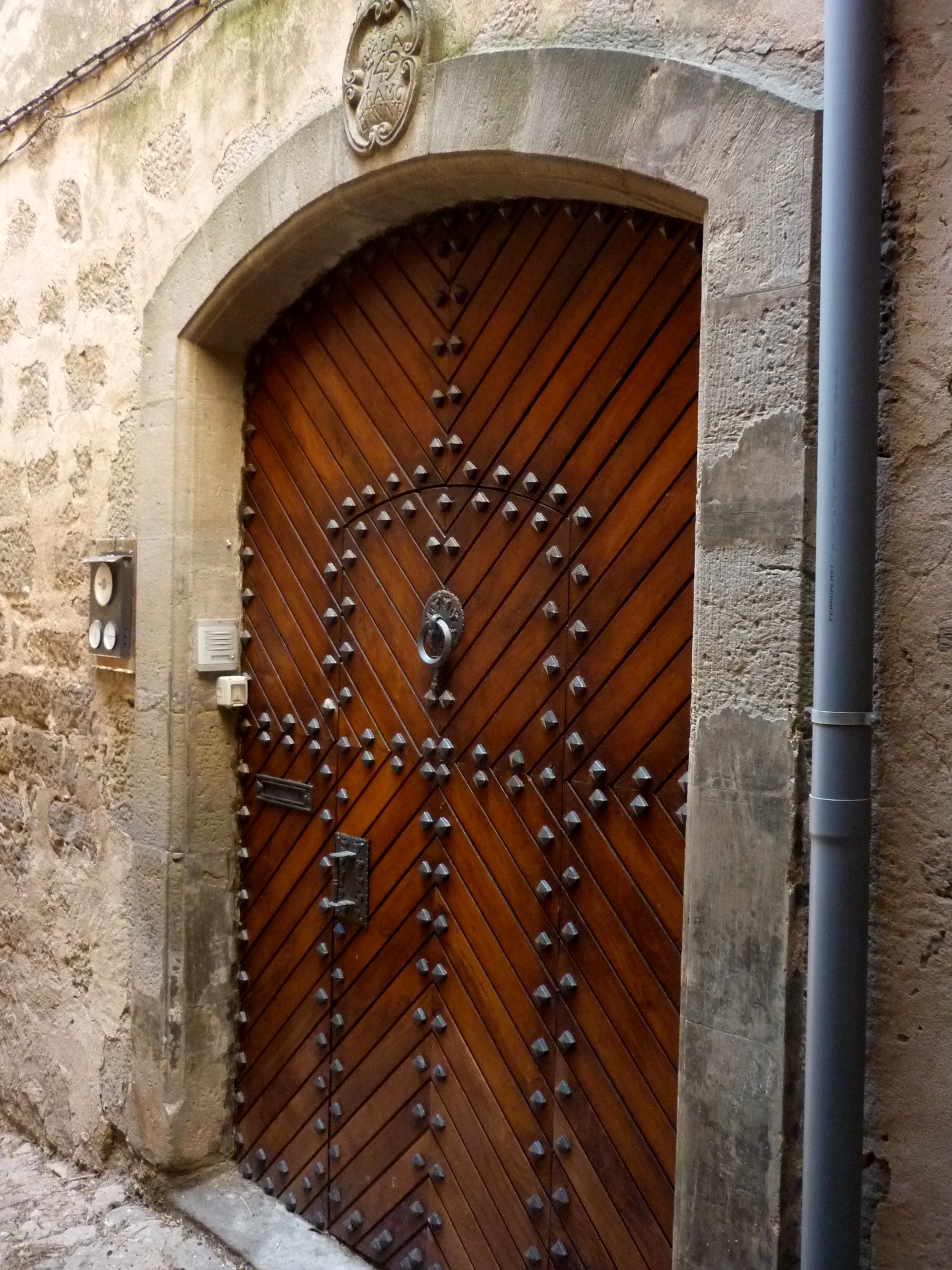
Porta al carrer del Portal

El carrer del Portal té un fort desnivell i és molt estret, fet que dificulta la bona observació de la façana d'accés de Can Sala. Té dos passatges: el primer és arquitravat amb un arc de mig punt dovellat en un cantó i un arc apuntat en l'altre, i el segon és de volta de canó amb dues arcades dovellades de mig punt. Aquests portals formen part de l'edifici.
La façana lateral mira a la plaça de Dalt i és la més senyorial. La planta baixa s'adequa al desnivell de la plaça i presenta una petita porta rectangular senzilla. Al primer pis hi ha dues obertures rectangulars amb reixa sense cap mena d'interès. A la planta superior dos grans finestrals amb arc escarser i ampit, un balcó amb dues obertures i una barana de forja. Dues petites finestres quadrangulars s'obren a les golfes i proporcionen llum a aquestes.
L'edifici està construït amb un paredat amb filades de carreus regulars i presenta restes d'arrebossat a la façana del carrer del Portal.